# Călin Alupi
Pour les articles homonymes, voir Călin.
Călin Alupi, né le 20 juillet 1906 et mort le 19 septembre 1988, est un peintre roumain associé au mouvement post-impressionniste.

## Biographie
Fils de paysans de Bessarabie Călin Alupi gardera de son enfance un attachement particulier pour la nature et les hommes et les choses simples. Plus tard, son œuvre se caractérisera par son authenticité.
Bien que rien ne le prédestinât à la peinture, sa vocation se manifesta spontanément à l’âge de 13 ans lorsqu’il entra à l’École normale de Sendriceni. Son professeur, Nicolae Tonitza, découvrit en lui un talent prometteur et l’encouragea. En 1925, il intègre l’Académie des Beaux Arts de Iași, où il suit les cours de Ștefan Dimitrescu. Malgré la pauvreté ne l'ayant jamais définitivement quitté, ces premières années sont tout particulièrement marquées par la misère. Il ne subsiste que grâce à une maigre bourse obtenue par Stefan Dimitrescu.
À partir de 1933, diverses expositions de groupe et personnelles font découvrir ses premières œuvres. Deux ans plus tard il occupe un poste de professeur remplaçant à l’École normale de Sendriceni. Lorsque Nicolae Tonitza entame la décoration du monastère de Durau, Călin fait partie des apprentis venus aider le maître, aux côtés d’autres étudiants comme Corneliu Baba ou Mihai Camarut qui deviendront après la guerre ses illustres contemporains.
Celle-ci interrompt brutalement ses débuts artistiques. En 1940, il est réquisitionné et envoyé au front. Pendant quatre ans il sera en première ligne, avec la tâche de dessiner les positions ennemies souvent dans des conditions extrêmes de survie.
Lorsque l’armistice est signé, il rentre à pied d’Odessa, avec des séquelles graves : un ulcère à l’estomac et des calculs aux reins qui l’empêcheront dorénavant de mener une carrière continue. Au total ce seront dix opérations qu’il aura à subir jusqu’à la mort.
Par ailleurs, il découvre avec amertume que presque tous ses tableaux ont disparu.
En 1947, à 40 ans, il est nommé professeur à l’Académie des Beaux Arts de Iași et se marie ; il aura une fille trois ans plus tard, Antonina Alupi.
Cependant, en 1954, les Beaux Arts de Iași sont supprimés ; Alupi s’établit alors avec sa famille dans la capitale. Il y occupe un poste de professeur au Lycée d’arts plastiques jusqu’en 1963, lorsque l’Institut pédagogique (ex-Beaux Arts) de Iași rouvre ses portes. Il rentre alors à Iași.
Lorsqu’il atteint la retraite, en 1968, il retourne vivre encore 12 ans à Bucarest avec sa famille. Mais ce n’est qu’un interlude prolongé : à partir de 1980 il rentre définitivement à Iași, la ville de sa jeunesse. C’est là qu’il passera les dernières années de sa vie en compagnie de son épouse. Il décède le 19 septembre 1988.

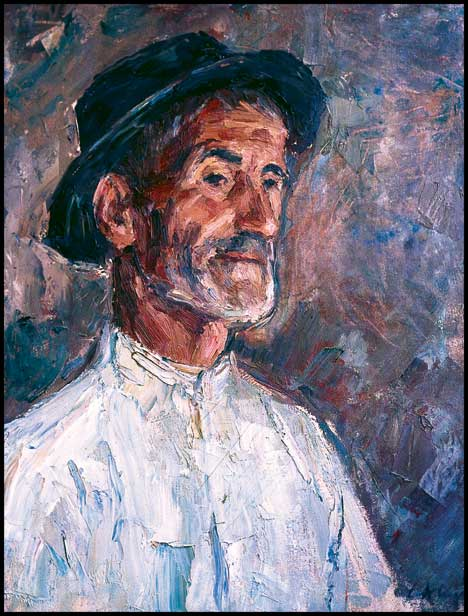
Le Père Androme, 1972

Les expositions se sont succédé tout au long de sa vie, à deux ou trois ans d’intervalle : en Roumanie surtout (tous les Salons interrégionaux d’art plastique de Iași, les expositions annuelles d’art graphique de Bucarest, les expositions personnelles, etc.), mais aussi à l’étranger : expositions de groupe (Sofia en 1954 et Varsovie en 1955) ou personnelles (Rome et Trieste en 1971, Paris et Saint-Germain-en-Laye en 1979).
N'étant pas carriériste, il ne chercha jamais à promouvoir son œuvre en exécutant les commandes du parti. C'est ce qui explique qu'il fut tenu relativement à l’écart. En réalité, on peut dire qu’il a totalement négligé sa « réussite sociale », non pas en signe de protestation mais par indifférence, se satisfaisant des joies que lui procurait la peinture.

## Œuvres dans les collections publiques
Des photos de ces tableaux ainsi que leurs numéros d'inventaires sont consultables dans le catalogue raisonné en ligne.

### Russie

#### Saint-Pétersbourg,Musée de l'Hermitage
- 1965, Le Monastère de Golia, huile sur toile 59 × 62,5 cm, visible dans la collection permanente du musée (salle 429 du Palais de l'État-Major qui abrite la fameuse collection de peintres impressionnistes du musée) [1]

### France

#### Nice,Musée des Beaux-Arts
- vers 1956, Antonina, huile sur carton, 42 × 33,5 cm

#### Deauville,Musée des Franciscaines
- 1984, Chevaux blancs dans la plaine, pastel, 44 × 63 cm

### Roumanie

#### Bucarest

##### Fusains
- avant 1978, Chaudronier, 30 × 23,5 cm
- avant 1978, Fraiseur, 23,5 × 30 cm

##### Pastels
- 1948, Femmes du Maramureș aux champs, 30 × 24 cm
- 1953, Pour la paix, 57,5 × 47 cm
- 1953, Le Poète Mihai Codreanu, 61 × 49 cm
- 1953, Le Poète Mihai Codreanu (profil), 61 × 49 cm
- 1954, La Maison du peintre Octav Băncilă, 47,5 × 70 cm
- avant 1956, La Rafinerie de Câmpina, 51,5 × 64,5 cm
- 1956, Portrait d'une fille - Popovici, 51,5 × 64,5 cm
- 1960, Les ruines de la citadelle de Rodna, 76 × 56,5 cm
- peut-être 1960-61, Ouvriers travaillant à un puits de pétrole, 50 × 70 cm
- 1975, Visiteurs à la citadelle de Râsnov, 61,5 × 50 cm
- 1975, Murs mediévaux, 61,5 × 50 cm
- 1977, Paysage du jardin de Copou, 43 × 57 cm

##### Huiles
- 1946, Maisons au bord d'un terrain en construction, 66 × 78 cm
- peut-être 1950, Paysan de Turdaș, 43 × 37 cm

##### Musée national d'histoire de Roumanie
- 1946-47, Coin du vieux Iași, huile sur carton 50 × 36 cm

##### Parlement roumain
- peut-être 1982, Ruelle vers le monastère de Neamţ, huile, 50 × 62,2 cm
- peut-être années '80, Bouquet aux baies rouges sur fond vert, huile sur carton, 60 × 71 cm
- peut-être années '80, Paysage de Hlincea (ou de Dobroudja ?), pastel, 41 × 54,5 cm

#### Iași

##### Dessins
- avant 1956, Peintre dessinant, fusain et craie, 67,2 × 50 cm
- 1957 ou 1963, La Femme ayant inspiré le personnage de Ana dans le roman "Ion" de Rebreanu, agée de 75 ans (de son vrai nom Rodovica Boldijer), dessin colorié, 28 × 19 cm

##### Pastels
- 1949, Le Clocher de Cetățuia, 29,5 × 22 cm
- 1949, Tête de jeune femme, 23 × 17 cm
- 1952, Entre les vignes de Bucium, 46 × 62 cm
- 1954, Portrait d'un étudiant coréen, 55,5 × 44,3 cm
- 1955, Le Camarade Mititelu - Atelier CFR - Ilie Pintilie, 56,5 × 48 cm
- 1957, Le Modèle, 65 × 50 cm
- 1958, À la tombée du jour, 51 × 62 cm
- 1962, Paysage de la région d'Abrud, 68 × 50 cm
- 1962, Une rue d'Abrud, 70 × 50 cm
- 1965, Maison dans les vignes (le poste de la brigade n° 1 Bucium), 50 × 69 cm
- 1977, Maison entre les jardins - Bucium, 41 × 59 cm
- 1984, Cheval dans le paysage, 48 × 61 cm

##### Huiles
- 1934, Portrait d'Emanoil Bardasare (ro), 76 × 62 cm
- 1934, Portrait d'un vieil homme, 70,5 × 50 cm
- 1939, Tubéreuses, 70 × 52 cm
- avant 1946, Nocturne (Entre les immeubles), 67 × 47 cm
- 1947, Hiver - Linge à sécher, 49 × 36 cm
- 1948, Etude (1907), 86 × 100 cm
- 1956, Paysage du quartier de Tataras (Le chantier de la conduite Jassy-Prut), 84 × 110 cm
- 1963, Portrait bleu, 83 × 66 cm
- avant 1967, Sentinelle à son poste, 44 × 33 cm
- 1967, La Maison Sadoveanu, 63 × 79 cm
- peut-être années '70, Jeune femme rousse en robe verte
- 1973, L'Eglise de Ghelari (ro) dans la brume, 50 × 70 cm
- 1974, Autoportrait, 65 × 54 cm
- 1976, Maison à Corni (ro), , 51 × 68 cm
- 1977, Cycle "1907" - Les Gendarmes viennent au village, 64 × 79 cm
- 1977, Hiver à Bucarest (crépuscule entre les immeubles), 96 × 74 cm

##### Collection Ilisei au Monastère de Frumoasa
- circa années '80, Fleurs - harmonie froide, pastel, 51,5 × 41 cm
- circa années '70, Maison isolée avant la tempête, huile sur carton, 50 × 62 cm
- circa années '80, Chrysanthèmes des moissons, huile sur carton, 50 × 38 cm

##### Musée National de Littérature (succursale de Iaşi)
- circa 1934, L'Acteur Miluță Gheorghiu, huile sur carton

#### Bacău

##### Musée régional d'art
- 1963, Paysage au taureau, huile sur carton, 49,5 × 61,5 cm
- avant 1964, Portrait d'étudiante, huile sur toile, 70 × 53,5 cm
- avant 1967, L'Ecrivain Demostene Botez, huile sur toile, 75,5 × 55,5 cm

##### Maison de la culture
- Etude, tête féminine
- 1961, Le Fils du mineur, huile sur carton, 62 × 47 cm, signé en haut à droite en blanc

#### Botoșani, Musée régional
- Portrait - la mère Sofia, huile sur carton, 61 × 45 cm
- Nature morte aux légumes, huile sur carton, 50 × 70 cm
- 1947-48, Mécanicien de locomotive, huile sur carton, 19 × 17 cm
- avant 1960, Les Ateliers de Poiana Câmpina, pastel, 65 × 51 cm
- avant 1960, La Tour du monastère de Neamț, pastel, 66 × 50,5 cm, Le tableau fait partie de la collection permanente du musée Ștefan Luchian de Ștefănești.
- 1985, Paysage industriel - l'usine CUG de Iași, pastel, 66 × 50,5 cm

#### Fălticeni

##### Musée Ion Irimescu
- 1949, Mariana, pastel, 26 × 18 cm, signé bas droite
- 1960, La Fille du forestier, pastel, 45 × 34 cm

##### Espace muséal Grigore Ilisei (dans la bibliothèque)
- 1987, Ecaterina, sanguine foncée, 25 × 20 cm

#### Piatra Neamţ, Musée d'art
- peut-être 1958, Paysage de Bistrița, huile sur carton, 54 × 70 cm

#### Baia Mare, Musée régional
- Clairière, huile sur carton, 49 × 69 cm
- peut-être années 80, Portrait de femme au béret bleu, huile sur carton, 53,3 × 40 cm

#### Suceava, Musée national deBucovine
- 1949, Tricotant, pastel, 35 × 25,5 cm
- 1974, Le Village de Ciprian Porumbescu, pastel, 48 × 64 cm
- avant 1965, Ouvrière, huile sur carton, 40,5 × 32 cm

#### Brăila, Musée régional
- 1953, Lavandière et son linge, pastel, 66 × 52 cm

#### Bistrița-Năsăud, Musée Rebreanu
- peut-être après 1956, Le fourneau de Ion (musée Liviu Rebreanu à Prislop), pastel, 38 × 28 cm
- 1957 ou 1963?, La femme ayant inspiré le personnage de Ana dans le célèbre roman "Ion" de Liviu Rebreanu, agée de 75 ans (de son vrai nom Rodovica Boldijer), huile sur toile, 55 × 42 cm

#### Musée ou institution roumaine non identifiés
- 1971, Sanda lisant, pastel, 31 × 27 cm, tableau ayant appartenu à l'ex-Conseil de la Culture et de l'Education Socialiste (CCES). Les tableaux du CCES ont été répartis dans différents musées de Roumanie dans les années '80.
- 1974, Tulcea, huile sur toile, 46,5 × 60,5 cm, ex-CCES également. Ces deux tableaux sont reproduits dans le catalogue de l'exposition au Musée national d'Art de Roumanie de 1978.
- avant 1979, Portrait d'un homme avec barbe et moustache, huile sur carton, 35 × 33 cm, une fiche de description avec photo noir et blanc floue est visible sur le site culturalia.ro. Le tableau était à Câmpulung Muscel en 1979.

## Galerie

Œuvres de Călin Alupi
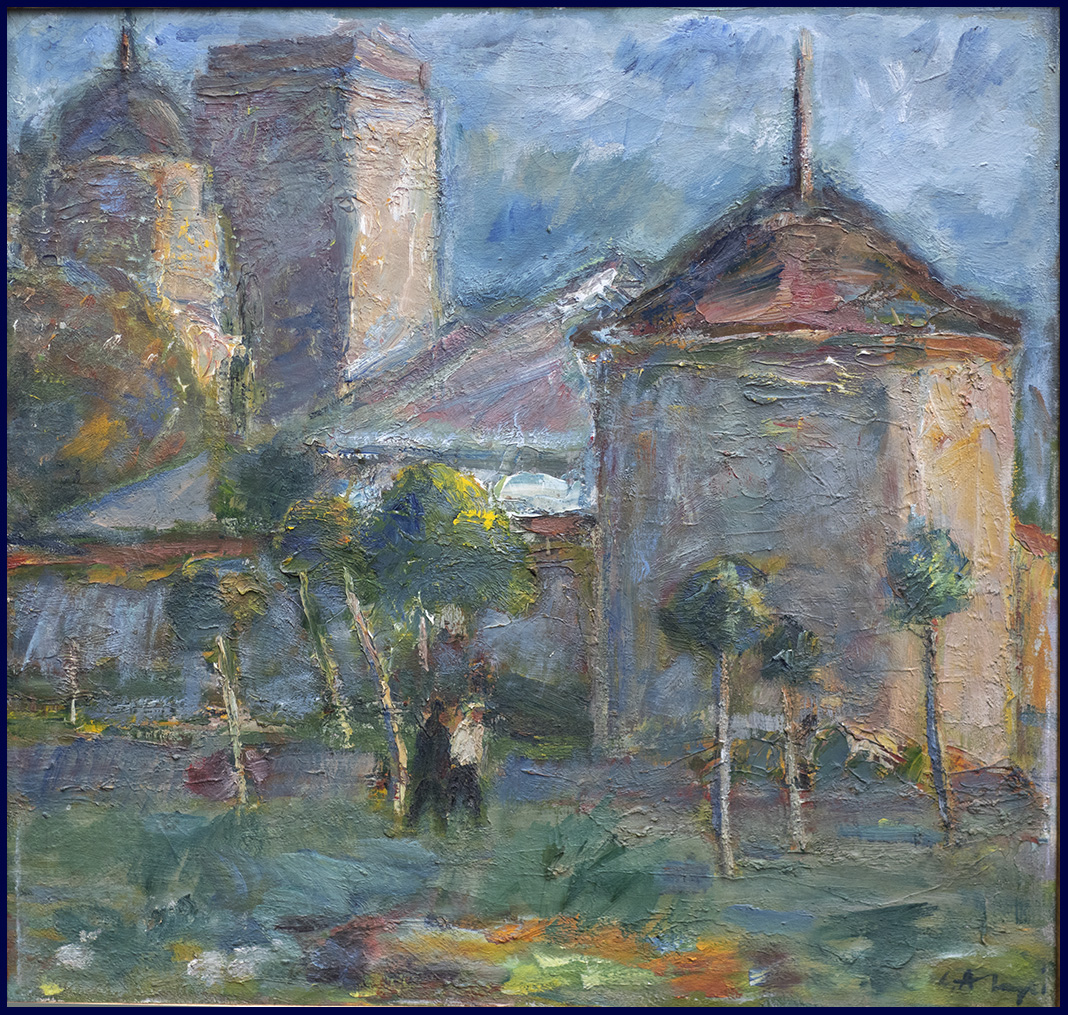
Le Monastère de Golia (1965), huile sur toile, 59 × 62,5 cm, Saint-Pétersbourg, Musée de l'Ermitage.
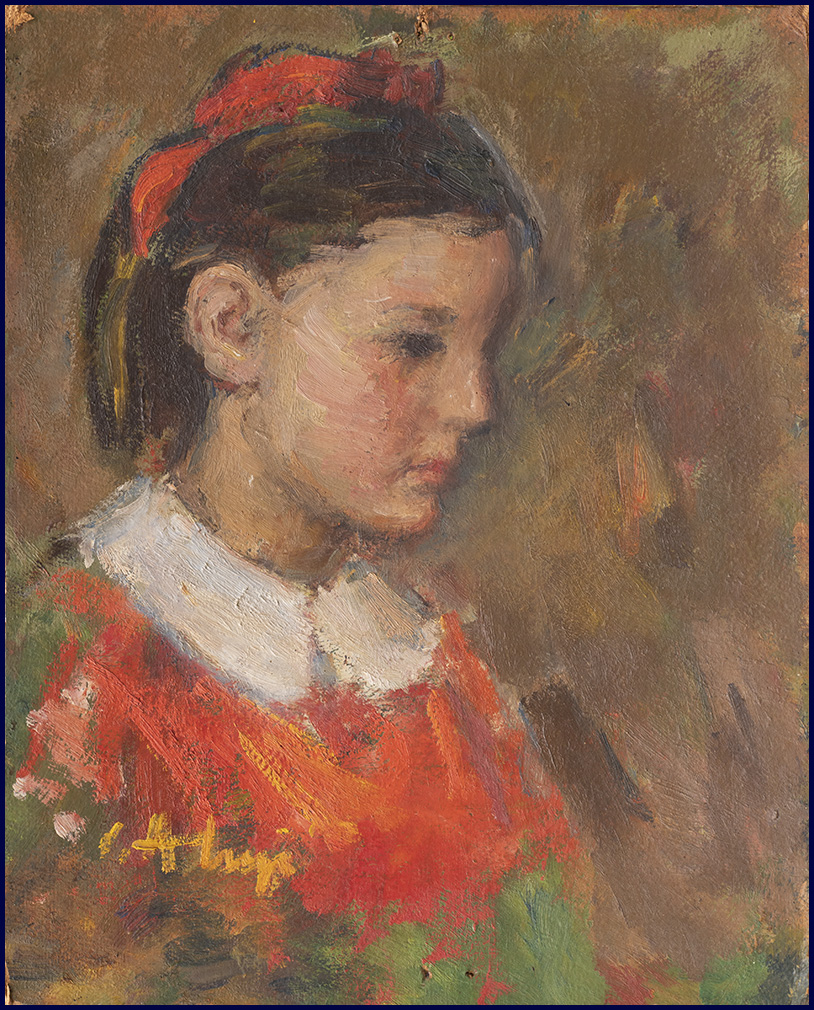
Antonina (vers 1956), huile sur carton, 42 × 33,5 cm, Musée des Beaux-Arts de Nice.
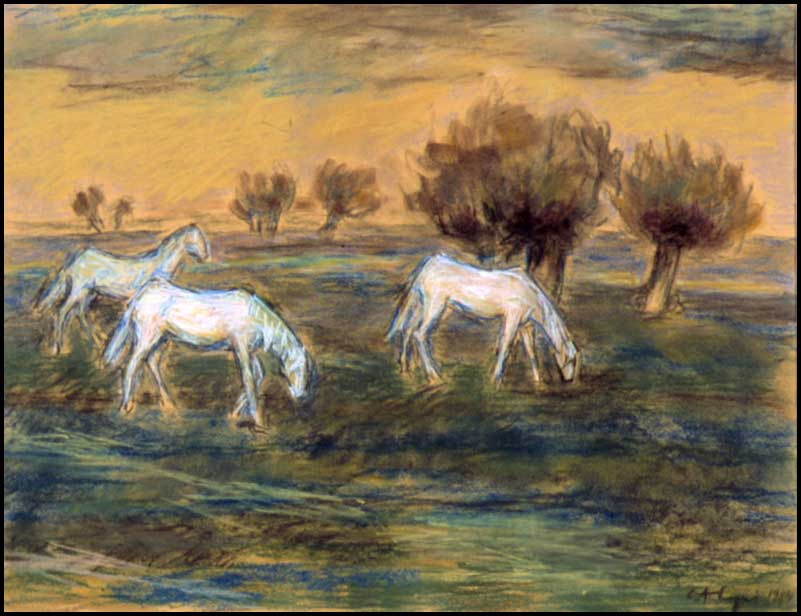
Chevaux blancs dans la plaine (1984), pastel, 44 × 63 cm, Musée des Franciscaines à Deauville.
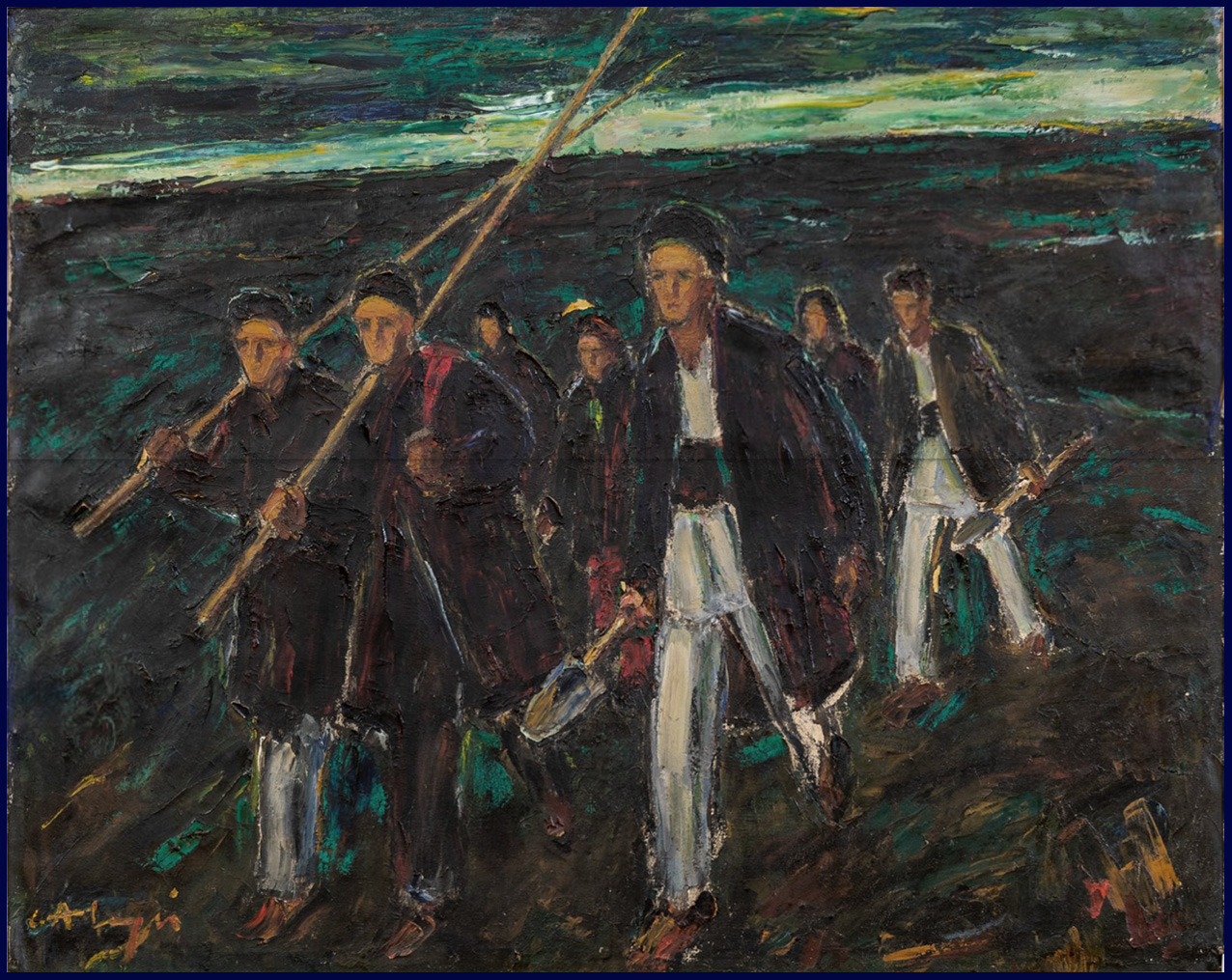
Etude, 1907 (1948), huile sur toile, 86 × 100 cm, Musée d'Art de Iași.
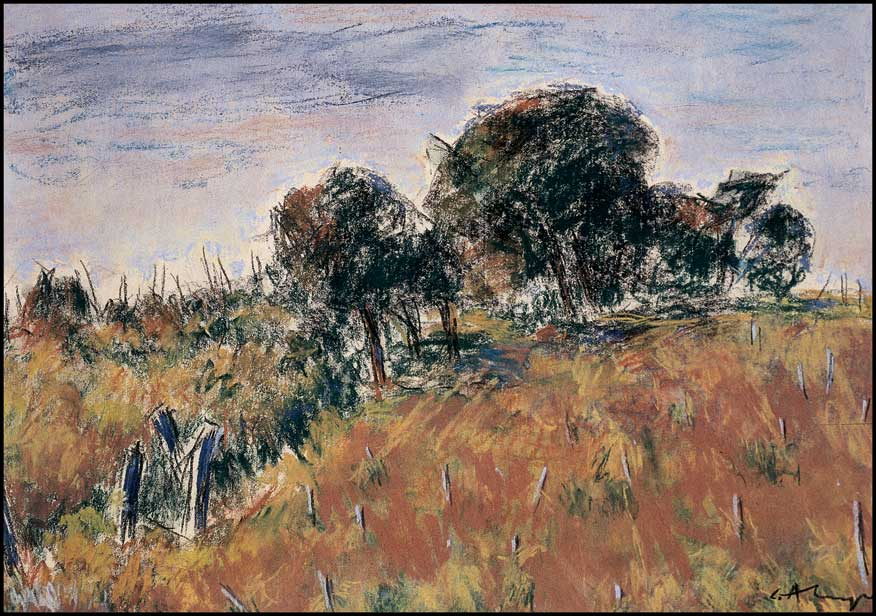
Parmi les vignes de Bucium (1952), pastel, 46 × 62 cm, Musée d'Art de Iași.
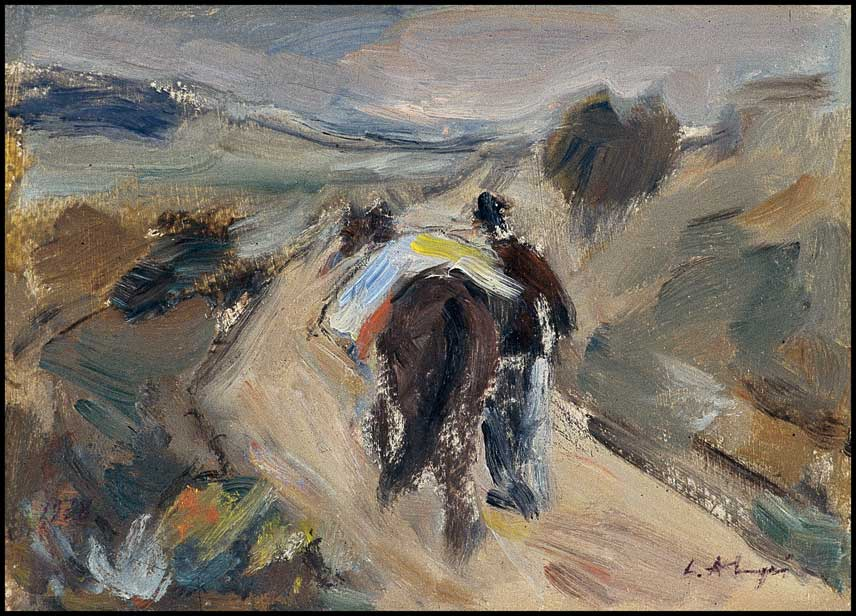
L'Homme au cheval (1948), huile sur carton, 19 × 26 cm, collection particulière.
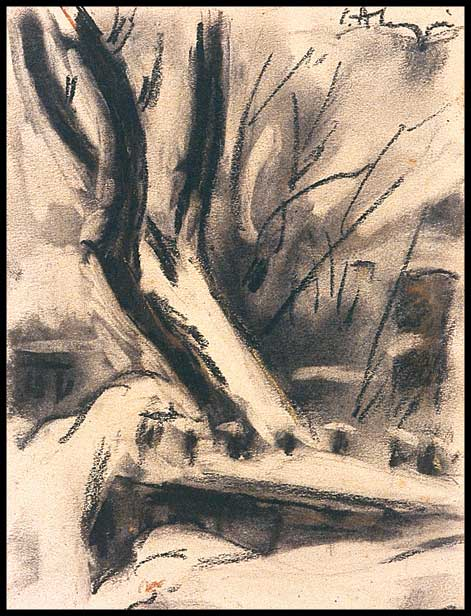
Saule sous la neige (1955), fusain, 18,5 × 14 cm, collection particulière.
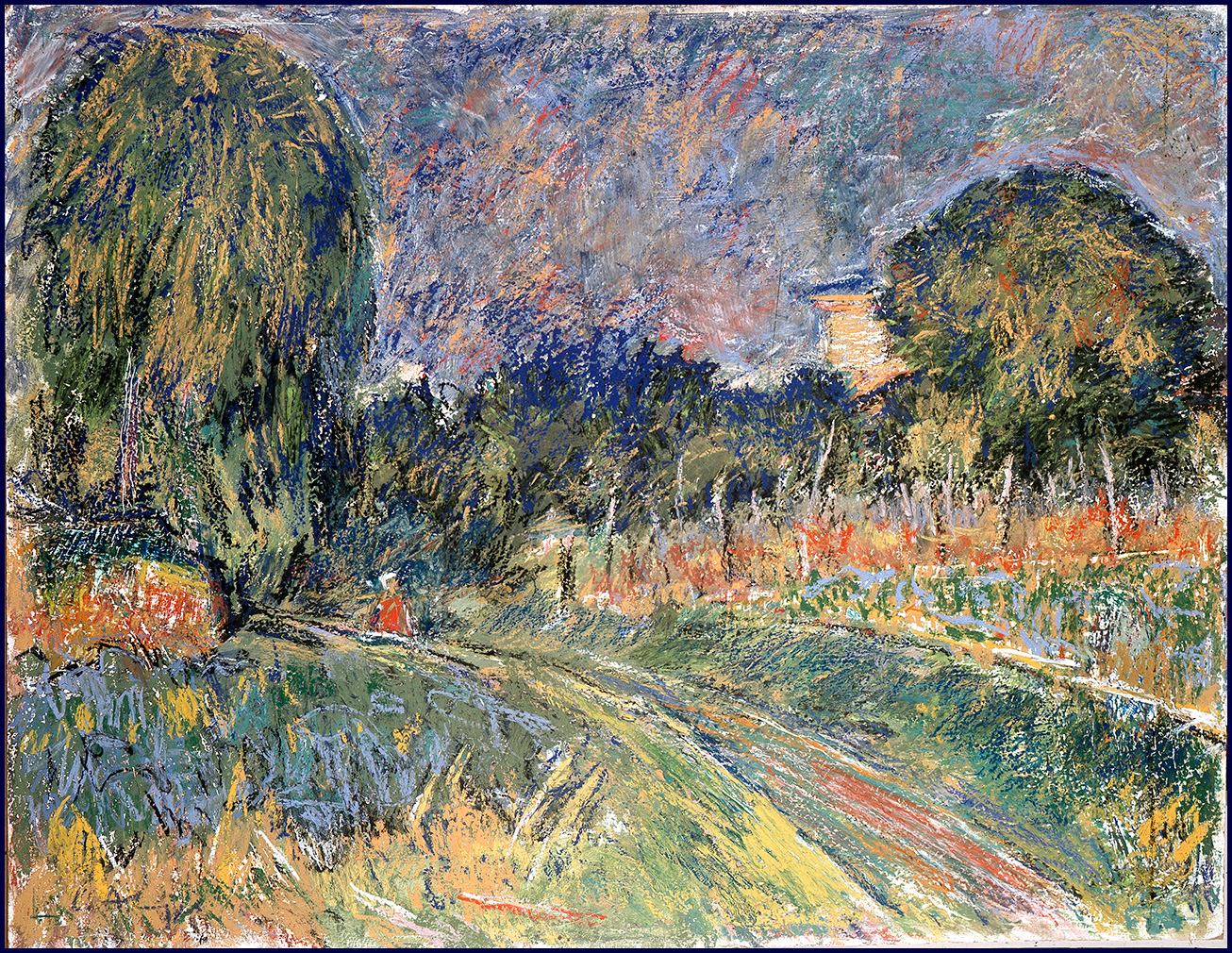
Personnage en rouge sur un sentier longeant des jardins (1968), crayons de cire, 48 × 63 cm, collection inconnue.
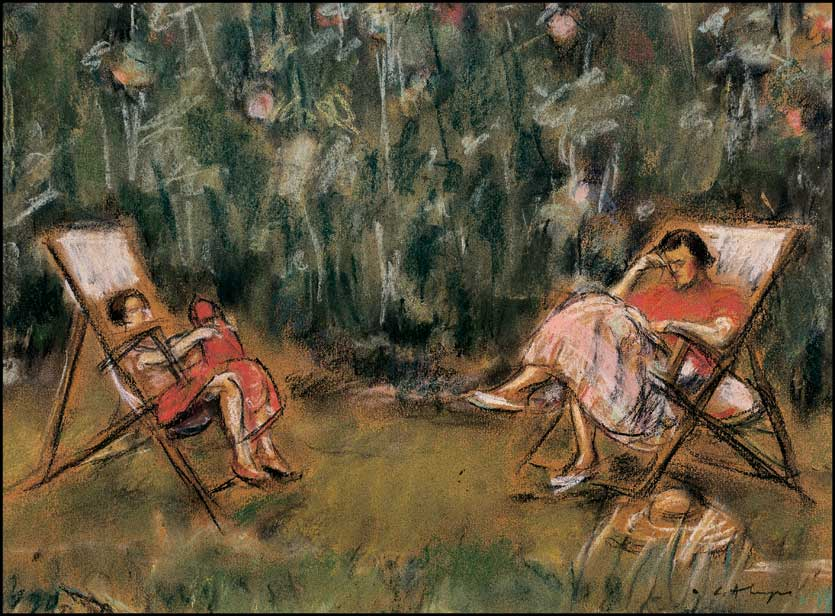
Sanda et Antonina à Nemtisor (1960), pastel, 35 × 48 cm, collection particulière.
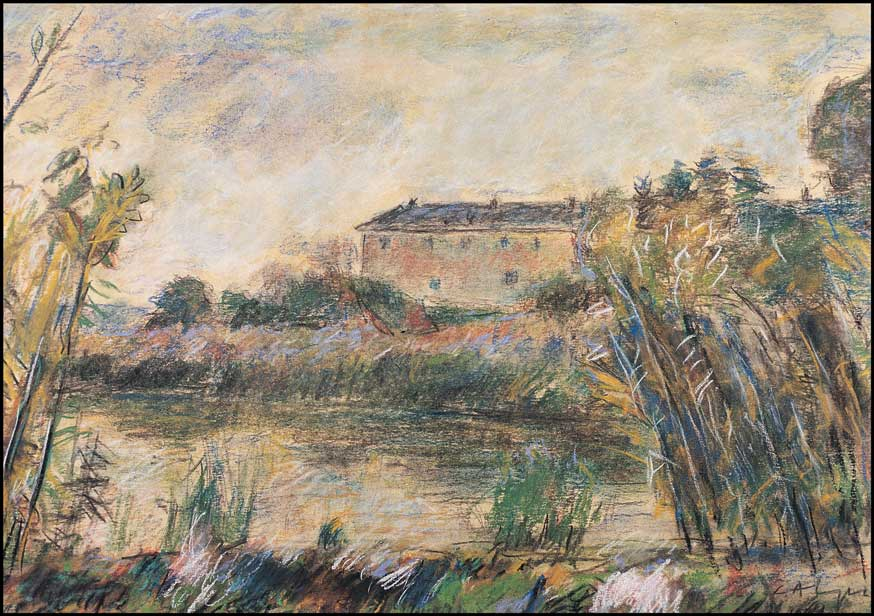
Roseaux sur le lac Cernica (peut-êrre 1971), pastel, 44 × 63 cm, collection particulière.
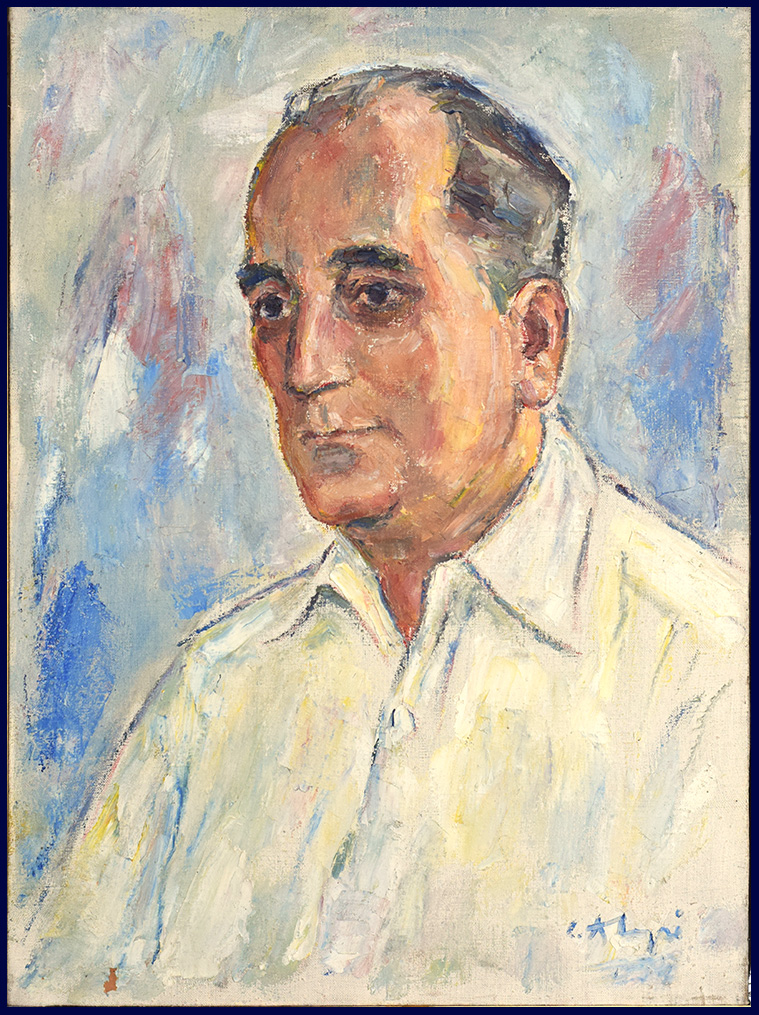
L'Ecrivain Demostene Botez (avant 1967), huile sur toile, 75,5 × 55,5 cm, Musée régional de Bacău.
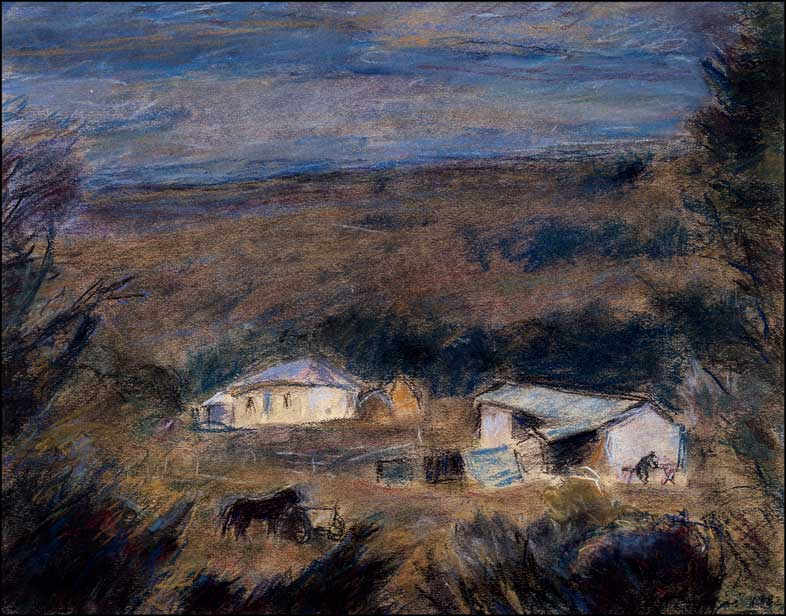
Bergerie à Repedea à la tombée du jour (1982), pastel, 42 × 55 cm, collection particulière.
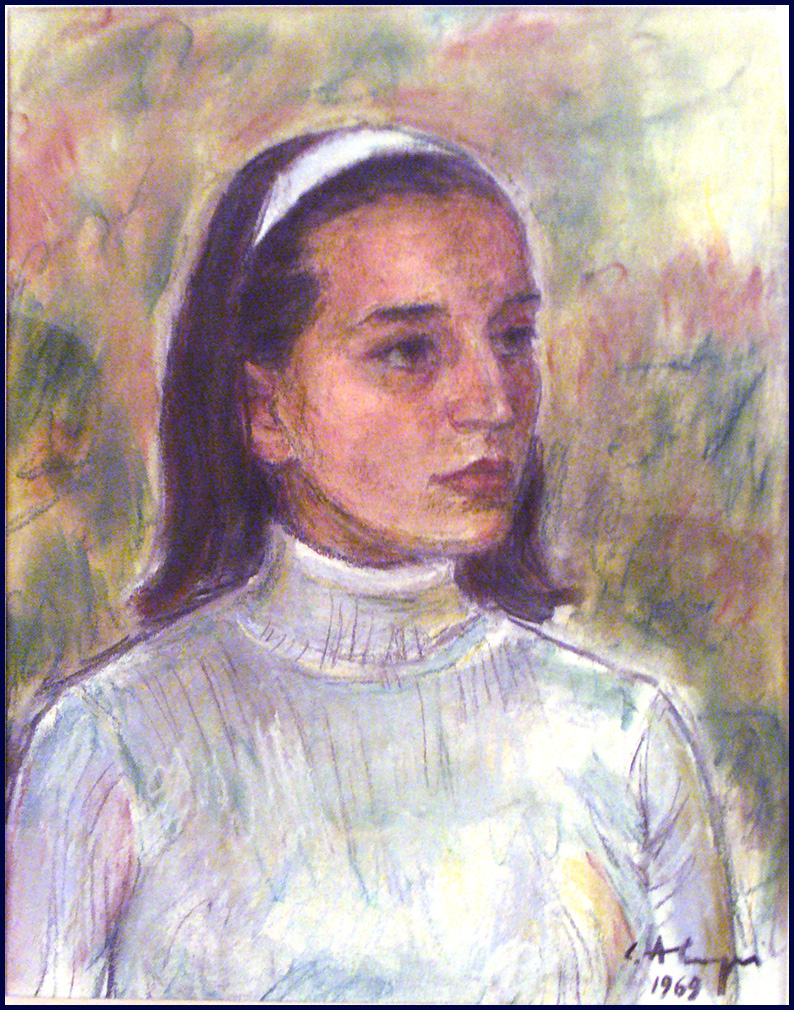
Jeune fille au bandeau et col roulé blancs (Mlle Franca Alfieri) (1969), pastel, 35 × 48 cm, collection particulière (Italie).
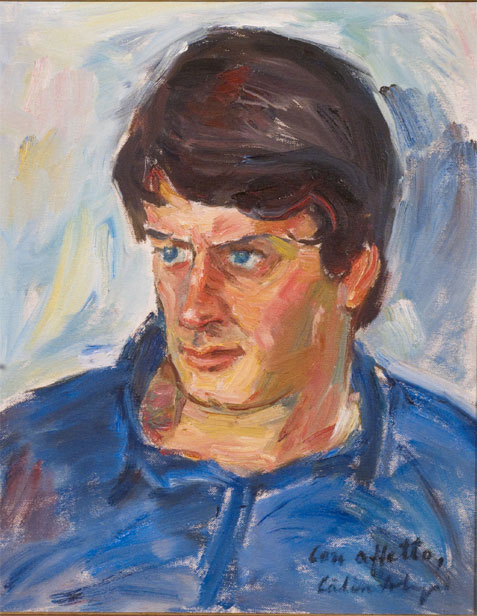
L'Avocat Alfredo Bianchi (1971), huile sur toile, 50 × 40 cm, collection particulière (Italie).
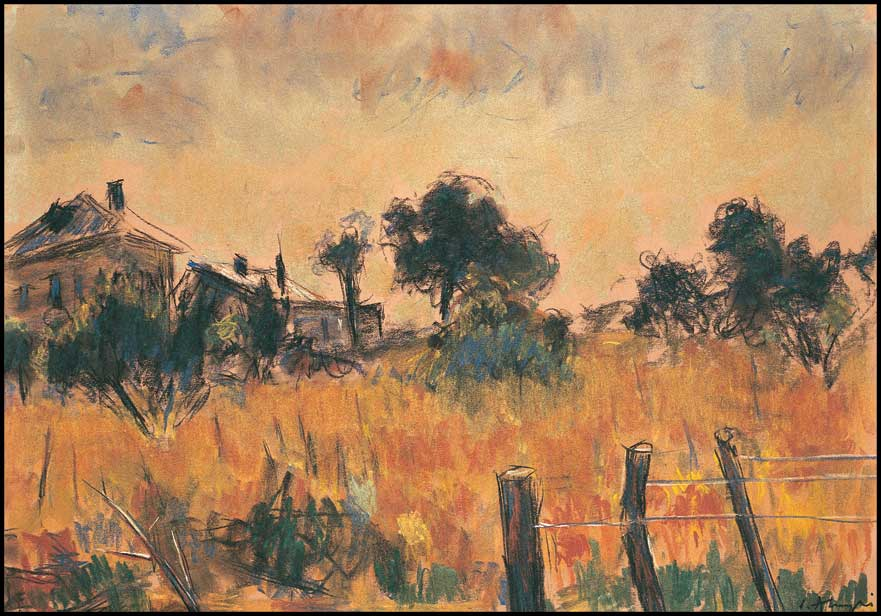
Maison dans les vignes (le poste de la brigade n° 1 Bucium) (1965), pastel, 50 × 69 cm, Musée d'Art de Iași.
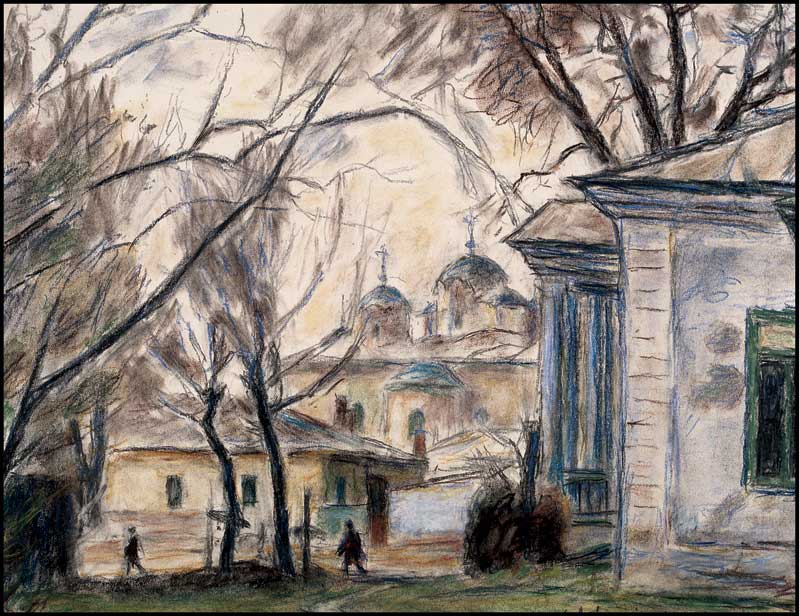
L'ancienne rue Anastasie Panu (avec l'église Barboi en arrière-plan) à Iaşi (1983), huile sur carton, 49 × 63 cm, collection particulière.
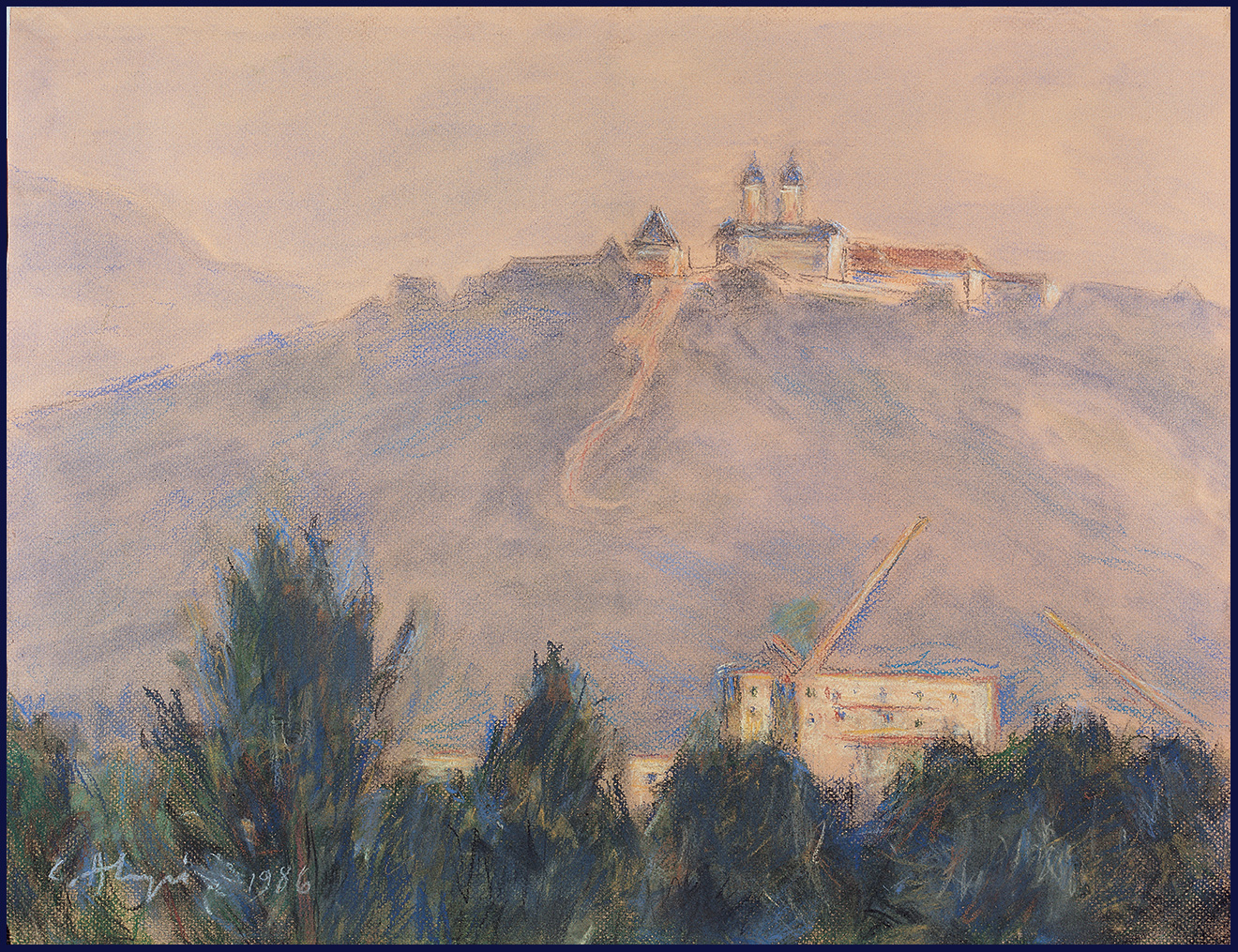
Le Monastère de Cetatsuia (1986), pastel, 50 × 64 cm, collection particulière.
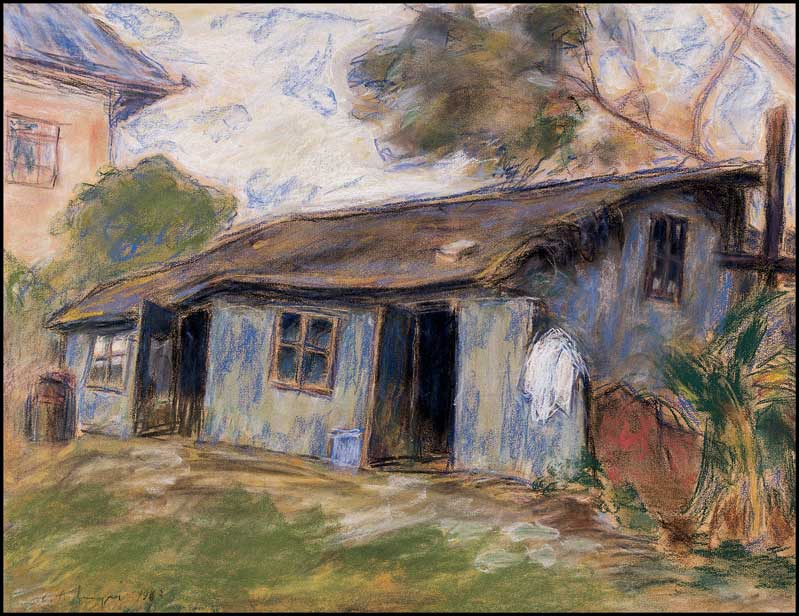
Baraque tsigane à Iaşi (1983), pastel, 50 × 65 cm, collection particulière.
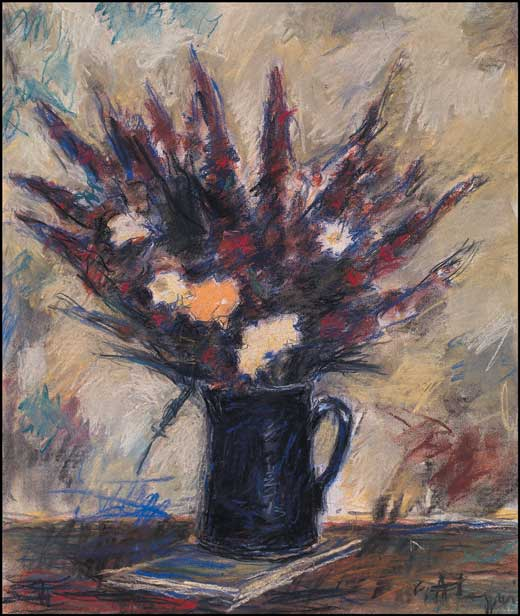
Basilic (peut-être années 80), pastel, 53 × 45 cm, collection particulière.
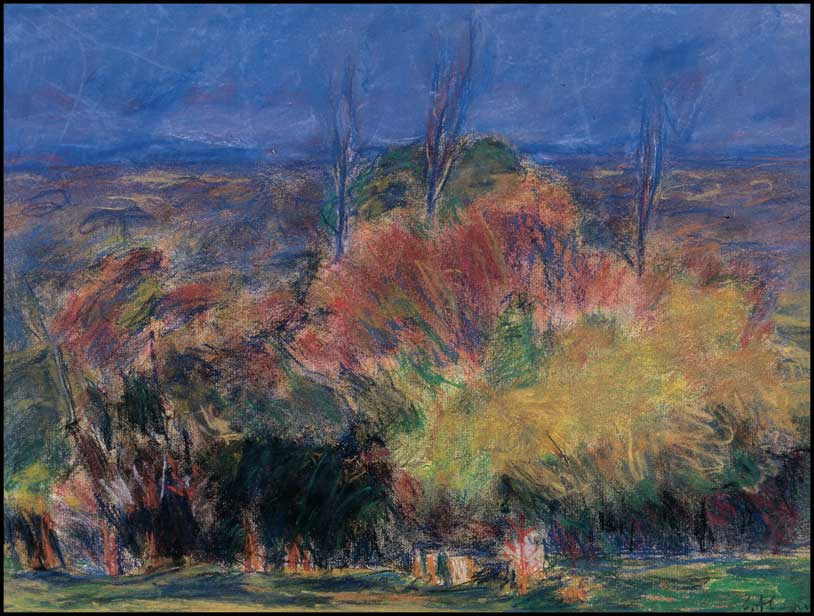
Bucium en automne (1982), pastel, 43 × 57 cm, collection particulière.
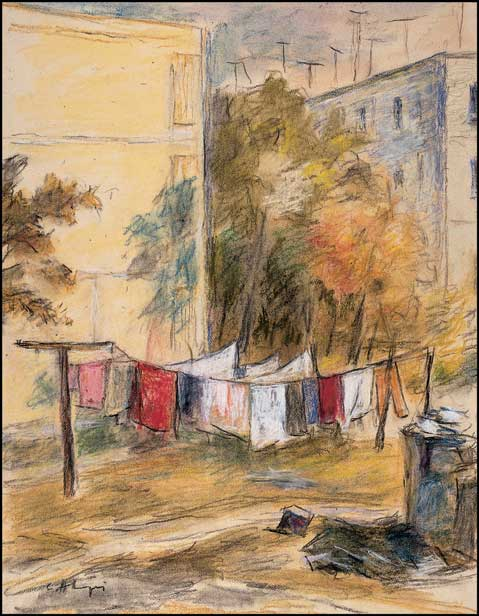
Entre les immeubles de Iaşi (années 80), pastel, 65 × 50 cm, collection particulière.
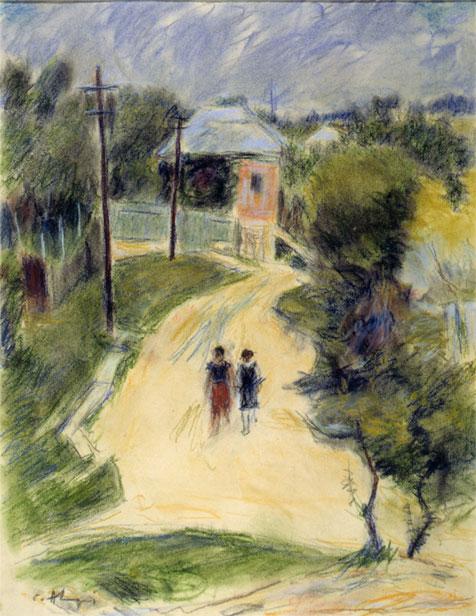
En promenade (Ruelle à Bucium) (peut-être années '80), pastel, 65 × 49 cm, collection particulière.
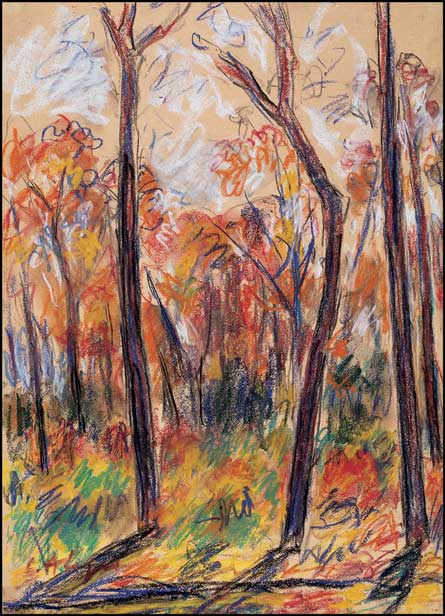
Sous-bois en automne (circa années '80), pastel, 48 × 34 cm, collection particulière.
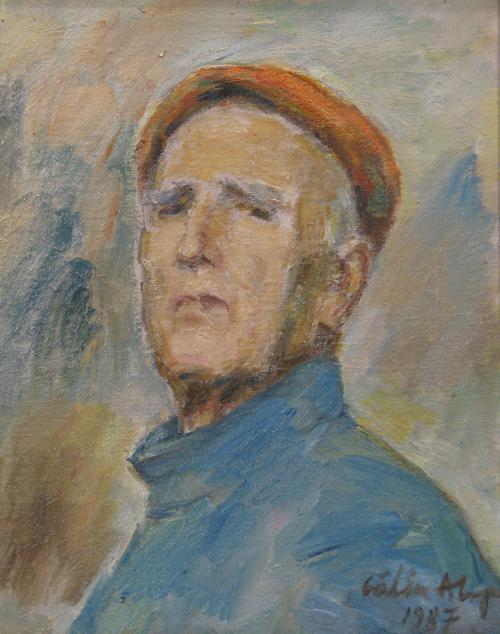
Le dernier autoportrait (1987), huile sur toile, 50 × 40 cm, collection particulière.